# Harmonia (música)
Em música, a Harmonia é o campo que estuda as relações de encadeamento dos sons simultâneos (acordes). Tradicionalmente, obedece a uma série de normas que se originam nos processos composicionais efetivamente praticados pelos compositores da tradição europeia, entre o período do fim da Renascença ao fim do século XIX.[carece de fontes?]

## Significado de Harmonia na Teoria Musical
No período histórico compreendido entre fins da Renascença e fins do século XIX, organizou-se e desenvolveu-se o sistema tonal. A harmonia é, nesse contexto, a área da Teoria Musical que descreve e normatiza as relações de construção e encadeamento dos acordes dentro do sistema tonal. Essa visão foi claramente exposta em 1884 pelo musicólogo alemão Hugo Riemann ao comentar que "... a teoria da harmonia tem por objeto o estudo e a aplicação das leis que regem o encadeamento logicamente racional e tecnicamente correto dos acordes (ressonâncias simultâneas de vários sons de alturas diferentes)". Assim, a harmonia se articula com a organização interna do sistema tonal, que estrutura uma série específica de acordes que formam o denominado campo harmônico, e os hierarquiza num conjunto de relações e funções. Temos por um lado, então, a noção estrutural dos acordes que se baseiam na sobreposição das notas da tonalidade utilizando o intervalo de terça como gerador e, por outro lado, a noção funcional de que cada acorde desempenha uma função específica dentro do sistema tonal.

### História do Conceito
O conceito de Harmonia surge indubitavelmente com os gregos, especificamente em Pitágoras, mas também em Heráclito, Nicômaco e Platão, dentre outros. Resgatar essa origem é importante porque é o conceito grego antigo que permeia a noção de Harmonia tal como ela foi compreendida pela tradição musical europeia, em sua práxis e teoria. Para os gregos a "arkhé" (princípio invisível da unidade) e a  "phýsis" (princípio visível da unidade) - o Uno, se torna o "kosmos" - o Múltiplo, se articulando através de duas dimensões - ordem e caos. Esse jogo dos opostos é a fonte da Harmonia Cósmica, dado que ela, a Harmonia, representa a qualidade de relação, ordenação e organização dessas dimensões inerentes ao "kosmos".  A partir da descoberta tradicionalmente creditada a Pitágoras da relação matemática dos intervalos musicais, a harmonia (e a música como sua principal manifestação) passou a ser considerada como o princípio que organizava a transição do número absoluto, a Unidade, para os números diversos, a Multiplicidade, através da concordância entre os princípios opostos de ordem e caos. É dai que surge o conceito de Harmonia das Esferas, tão característico dos pitagóricos. E este pensamento pode ser rastreado claramente nas práticas composicionais e teóricas da Harmonia europeia. Quando Riemann, na definição citada acima, diz "leis" e "logicamente racional", ele reflete claramente essa cosmovisão grega, ainda que possa estar desprovida de seu caráter metafísico mais evidente. Harmonia, na visão grega, seria a qualidade cósmica que daria ordem e sentido ao jogo entre o caos - as dissonâncias, e a ordem - as consonâncias, vencendo sempre e afirmando-se necessariamente, a ordem ou consonância. Quando começamos a entender a harmonia na sua dimensão técnica e "artesanal", tal como na teoria de Riemann, não podemos esquecer-nos que toda a sua construção reflete esse modo antigo de pensamento, que dá um caráter natural e necessário às construções e normas harmônicas. Arnold Schoenberg foi o primeiro a contestar essa visão de "legal" e "logicamente racional",  para ver a Harmonia (enquanto teoria) mais como um compêndio das práticas dos compositores históricos. Mas mesmo ele acaba cedendo ao caráter cósmico da ordem harmônica quando postula a conquista dos materiais da série harmônica pela estruturação histórica dos acordes.  A diferença nesse caso é sua contestação do princípio cósmico da dualidade e sua resolução ao princípio do Um (phýsis)ou série harmônica como repositório de todas as possibilidades harmônicas. Desse modo haveria para Schoenberg apenas "phýsis", sendo que o ordem e caos eram apenas definíveis historicamente e não ontologicamente.

### História da Prática e Teoria Moderna
No Séc. XVI, com a transição das Formas Polifônicas para as Formas Homofônicas, o termo Harmonia, em música, passa a ter o significado moderno que lhe atribuímos. Em Bach tem-se o ponto de intersecção das duas diferentes formas composicionais. Em seus Corais, por exemplo, temos a perfeita integração das dimensões horizontais (polifônicas) e verticais (harmônicas). Cada uma das quatro vozes é uma voz melódica completa, ao estilo polifônico e, simultaneamente, participam da estrutura dos acordes em seus encadeamentos e cadências. Polifonia e Harmonia simultaneamente.
Em 1722 o francês Jean-Philippe Rameau publica o seu Traité de l’harmonie réduite à sés príncipes naturels (Tratado de Harmonia Reduzida aos seus Princípios Naturais). Não se trata da primeira obra teórica sobre harmonia. Contudo, ao espírito de seu tempo, busca fundar uma ciência harmônica, uma Teoria Natural da Harmonia. No Tratado Rameau introduz teoricamente a ideia de Tonalidade e os termos Tônica, Subdominante e Dominante. Porém estes não têm, para Rameau, a acepção moderna das Funções Harmônicas, tais como veremos posteriormente em Hugo Riemann e em Arnold Schoenberg. Para Rameau, tônica era o acorde perfeito (ou "natural"), resultado de duas terças sobrepostas; subdominante seria o acorde perfeito com uma sexta adicionada e dominante o acorde perfeito com a sétima adicionada. Rameau e Bach são as duas vertentes, teórica e prática, que consolidam e dão forma a todo o desenvolvimento posterior da Harmonia. A partir da Teoria de Rameau, surgem duas vertentes que compõem a base da Teoria Harmônica moderna: a Teoria dos Graus e a Teoria Funcional. A primeira foi originada por Gottfried Weber e bastante popularizada no século XX através do trabalho de Heinrich Schenker, que faz uso da teoria dos graus em sua obra, de cunho mais analítico. A segunda tem suas raízes esboçadas por Moritz Hauptmann, compositor e teórico alemão, mas só ganha real status de teoria com Hugo Riemann. Posteriormente, Schoenberg faz uma síntese desse material e, como compositor e teórico do ocaso das práticas composicionais do tonalismo, tem uma visão privilegiada do Sistema tonal. Em seu Tratado de Harmonia de 1911, e em seu livro "Funções Estruturais da Harmonia", expõe didática e exaustivamente a Teoria Harmônica tal como se compreende atualmente. Nessa obra vemos ainda uma herança de Rameau, tendo em vista que Schoenberg busca dar um fundamento natural às questões harmônicas, entendendo-as como um desdobramento dos materiais acústicos da Série harmônica.

## Funções Harmônicas
A harmonia funcional foi introduzida por Hugo Riemann, no Brasil teve como principal precursor e expoente o compositor, professor e musicólogo alemão, naturalizado brasileiro, Hans-Joachim Koellreutter.
De acordo com essa teoria, no sistema tonal a função principal é a tônica, que origina o nome do sistema. Na escala natural ela é representada pelo acorde de Dó maior (C). 
As funções harmônicas são de: repouso (baseada na tônica), aproximação (baseada na dominante) e afastamento (baseada na subdominante), que permitem ao discurso tonal configurar uma relação temporal de perspectiva, ou seja, o ouvinte é levado a perceber o movimento musical em uma direção. Por exemplo, era bastante comum que o final das peças de música clássica (música de concerto) europeia sempre termina sem finalizar o movimento (encadeamento) com dominante-tônica esperado por todos os ouvintes.
Por comparação, esse discurso é diferente do habitualmente praticado nas músicas modais, que é estruturado de modo circular, ou seja, de modo não direcional sem a necessidade de que haja apenas um único centro; e ao das músicas pós-tonais, nas quais o conceito de direção também não existe, passando a obedecer a diversas outras formas de organização.

### Campo Harmônico
O conjunto de notas que uma tonalidade gera, através do princípio da sobreposição de terças,é denominado campo harmônico da tonalidade o conjunto de acordes. Assim, por exemplo, em dó maior temos um campo harmônico com sete acordes gerados pelo esquema de sobreposição de terças na composição dos acordes.  Cada acorde desse é um grau da tonalidade. Esses sete acordes são a totalidade de possibilidades harmônicas da tonalidade em questão. Cada acorde, individualmente ou em grupo, pertence a uma das funções especificadas acima. Assim, na tonalidade de dó maior, o acorde de dó maior representa a função de repouso, e sol maior e fá maior as funções de movimento, respectivamente, de aproximação e afastamento. Temos, então, da junção das Teorias Funcional e da Teoria do Graus, um campo harmônico com sete possibilidades de acordes no modo maior e treze no modo menor, porém com apenas três funções. Assim, cada função será representada por um acorde principal ou por acordes secundários (ou substitutos).

## Conclusão
Quando falamos em harmonia, vinculando-a ao sistema tonal, não significa que não haja harmonia nas formas modais e pós-tonais — mesmo porque nessas formas musicais existem acordes, e eles se organizam com base em estruturas e relações específicas — mas, apenas que o que é descrito como harmonia, dentro da teoria musical tradicional — e que compreende as noções de acordes como sobreposição de intervalos de terça, de campo harmônico e de funções harmônicas — faz parte apenas do sistema tonal e das práticas composicionais através das quais esse sistema se desenvolveu entre os séculos XVI e XIX.